# MACS0647-JD

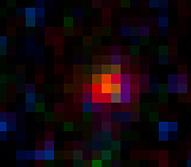
MACS0647-JD desfocada a vermelho.

MACS0647-JD é uma galáxia . Uma das mais distante da Terra, estando a 13.3 biliões anos-luz (4 biliões de parsecs) de distância. Formou-se 420 milhões de anos após o Big Bang e tem menos de 600 anos-luz de largura.[carece de fontes?]
Foi descoberto com a ajuda do Telescópio espacial Hubble.[carece de fontes?]